# Heinrich Abeken
Heinrich Abeken est un théologien luthérien et homme politique allemand, né en 1809 et mort en 1872. Collaborateur du baron von Manteuffel, ami proche de Bismarck, il est placé comme conseiller diplomatique du Roi Prusse et rédigea la première version de la dépêche d’Ems, télégraphiée à Bismarck qui l'a ensuite remaniée pour une édition spéciale de la presse.

## Famille
Heinrich Abeken est le fils de Wilhelm Ludwig Abeken, homme d'affaires et sénateur de la ville d'Osnabrück. Leur mère étant décédée peu après la naissance de Bernhardine, la sœur d'Heinrich, les deux frères et sœurs sont élevés dans la maison de leur oncle, le philologue Bernhard Rudolf Abeken (de).